# 창실고택
창실고택은 대한민국 경상북도 청송군 파천면 덕천리에 있다. 2010년 12월 1일 청송군의 문화유산 제19호로 지정되었다.

## 개요
송소고택 인근에 심영택이 1917년에 건립하고 청송군에서 2003년 전체 보수한 가옥이다.

## 같이 보기
- 송소고택 - 국가민속문화재 제250호